# スーフィズム

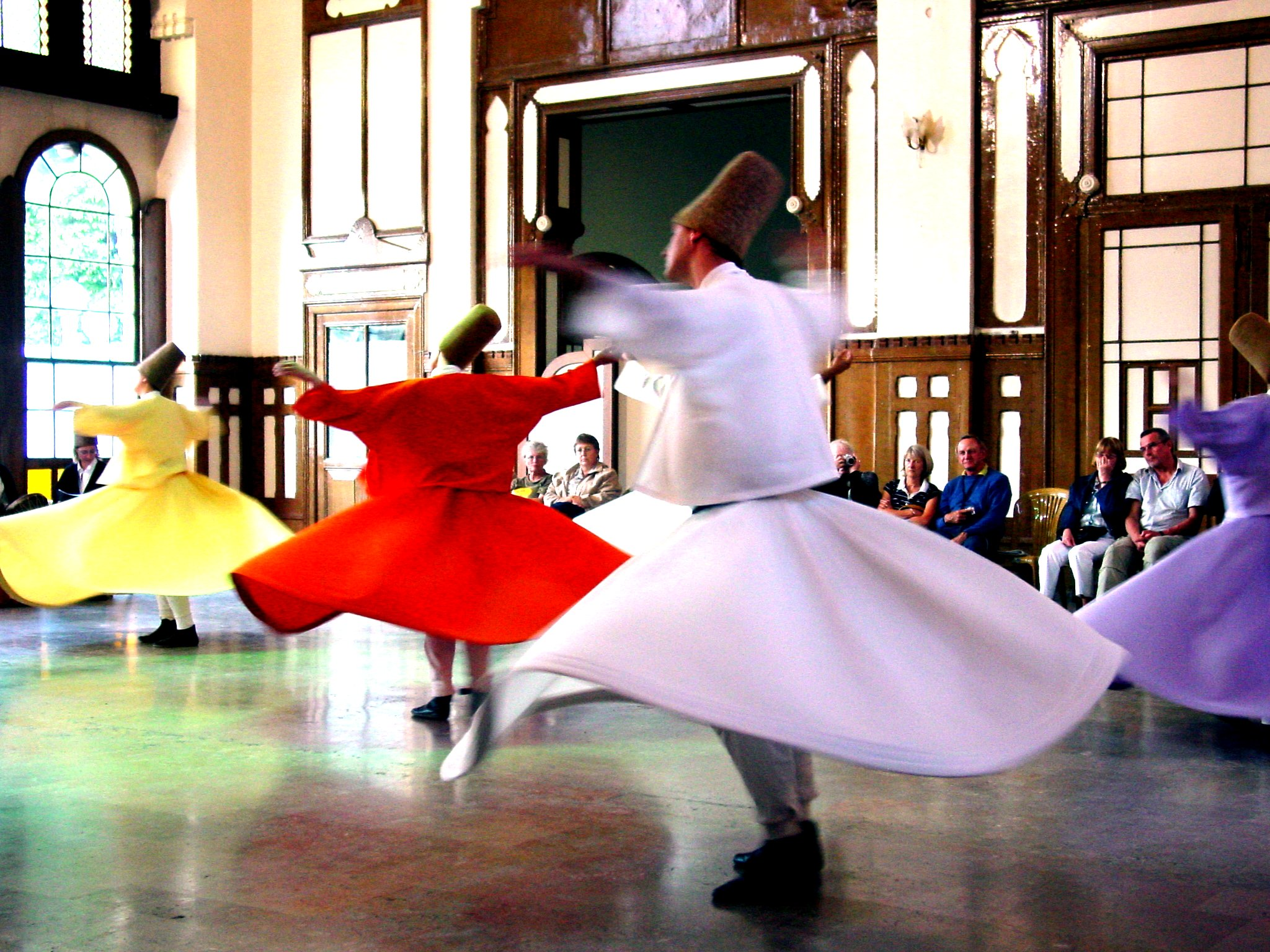
スーフィーの回旋舞踊

スーフィズム（英: Sufism）、タサウウフ（Taṣawwuf、アラビア語: الْتَّصَوُّف）、イスラム神秘主義とは、イスラム教の神秘主義哲学である。アラビア語ではタサウウフと呼ばれるが、一般的に担い手であるスーフィー（アラビア語: صوفي Ṣūfī）に英語のイズムをつけたスーフィズム、またはイスラム神秘主義という呼称が使われている。ただし、スーフィー達が「神秘」を特に掲げていたという訳ではない。
9世紀以降に生じた、イスラム教の世俗化・形式化を批判する改革運動であり、修行によって自我を滅却し、忘我の恍惚の中での神との神秘的合一（ファナー فناء fanā'）を究極的な目標とする、一種の内面化運動である。

## 歴史

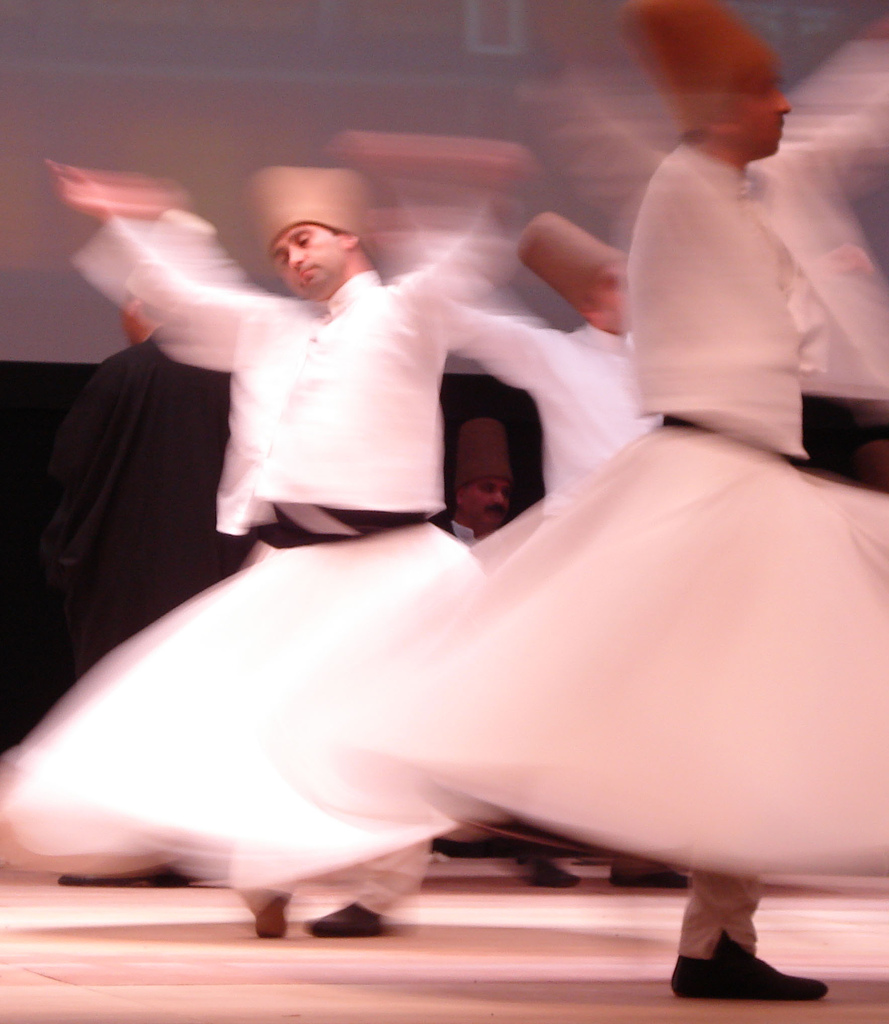
メヴレヴィー教団

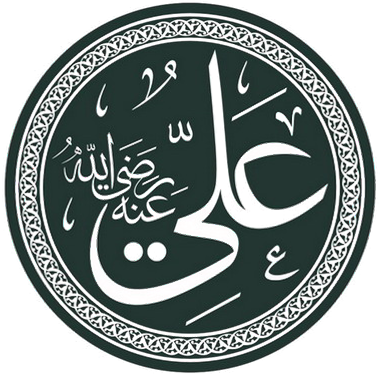
アリー・イブン・アビー・ターリブはイスラムの伝統の中でスーフィズムの父と目されている

スーフィズムとは、9世紀から10世紀頃、官僚化したウラマーたちの手によってイスラーム諸学が厳密に体系化され始めた頃、コーランの内面的な解釈を重視し、スンニ派による律法主義・形式主義的なシャリーアを批判した初期のイスラーム神秘主義思想家たちが、虚飾を廃した印として粗末な羊毛（スーフ）の衣を身にまとったことでスーフィー（ṣūfī）と呼ばれたことに由来すると言われる。他にも「（信仰の）清浄さ」（サファー ṣafā' ）に由来するというものや、預言者ムハンマドの傍近くに陪席した高弟という意味で「ベンチ（ソファー）の人々」（アハル＝ッサファティ اهل الصفة ahlu ṣ-ṣaffati ）などのアラビア語による語源説、ギリシア語で「智恵、叡智」を意味するソフォスに由来するなども異説もある。スーフィーの道の実践は、同じ語源〈ṣ-w-f〉から作られた動名詞タサウウフ（Taṣawwuf）という言葉で呼ばれるようになった。
おおむねスーフィーの諸派は、国家または社会が容認するイスラム教の権威を必ずしも認めず、自らの直接的な体験によって知ることを求める傾向が強い。
スーフィーは特定の宗派または教義の呼称ではなく、もっぱらイスラーム世界においてこのような傾向をもって精神的な探求を志向した人物や、彼らのまわりに生まれた精神的共同体もしくは教団の総称とされるほか、さらにそれらと結び付いた思想・哲学・寓話・詩・音楽・舞踏などを指すこともある。諸派の間にはある程度まで共通の精神性や方向性が認められるが、諸派の間での違いも大きい。預言者ムハンマドにつながる直接的な伝承の系譜をもって権威とする教団もあれば、外的な権威よりも内的な体験を重視する教団もある。 
スーフィー達は、しばしばウラマーたちの批判の的になった。
一般的にはスーフィーはイスラームの発祥（7世紀）とともに、その影響下で、あるいはイスラームの多数派に対する異議をもって生まれたと見なされている。ただし、スーフィーの起源をイスラーム以前とする説もあり、その発祥または発展の過程での、ユダヤ教・キリスト教・ゾロアスター教、中央アジアでは仏教からの影響を指摘する説もある。スーフィーは13～15世紀にかけて特に発展し、中東全域のほか、北アフリカ、インド、中央アジア、イスラム支配下のスペインなど、イスラーム世界の各地に諸派が生まれた。
初期のスーフィーたちは人里離れた場所で隠遁生活をしつつ個人個人で神秘的修行を行っていたが、神との合一を果たしたスーフィーが現れると人々から聖者として尊ばれ、その恩恵に与ろうと修行者が集まって集団的修行を行うようになり、次第にスーフィー教団として組織化・大衆化が進められるようになった。
最初期のスーフィーとしては、ジュナイド、バーヤズィード・バスターミー、ハッラージュなどが知られる。
批判されたスーフィー達の中にはイスラーム哲学の大家であったガザーリー（1058年 - 1111年）やイブン・アラビー（1165年 - 1240年）がいた。しかし、スーフィズムはイスラム世界において定位置を得るようになる。
12-13世紀には、アッバース朝の首都バグダッドを拠点とする、アブド・アルカーディル・アルジーラーニーに始まるカーディリー教団、スフラワルディーに始まるスフラワルディー教団などの教団（タリーカ）が台頭し、周辺各地へ伝播した。
アフマド・ヤサヴィー（1103年 - 1166年）がテュルク語のタリーカとして知られるヤサヴィー教団（Yasaviyya、Yeseviye）を設立。
フワージャ・ムイーヌッディーン・チシュティー（1141年 - 1230年）によってチシュティー教団が設立され、ファリードゥッディーン・ガンジュシャカル（1173年 - 1266年）らのインド・スーフィー思想の影響を受けると、スーフィズムはその後イスラームの大きな潮流となり、後にチシュティー教団はインドのイスラム化において大きな役割を果たした。
三大スーフィーのサナーイー（1080年頃 - 1131年頃）、アッタール（1136年頃 ‐ 1230年頃）、ルーミー（1207年 - 1273年）らの影響によりコンヤを中心地にメヴレヴィー教団が設立され、アブドゥル・ハーリク･グジュドゥワーニーやバハー･アッディーン･ナクシュバンドらの影響によりブハラを中心地にナクシュバンディー教団が設立された。
14世紀のイルハン朝時代にクルド人のサフィー・ウッディーンがサファヴィー教団を興し、16世紀初頭にはサファヴィー朝を開いた。
同じく14世紀にマーハーン（現ケルマーン州）のスーフィーとシャー・ニーマトゥッラー・ワーリーがニーマトゥッラー教団を興した。
1380年頃、ティムールがホラズムを征服すると、サマルカンド出身のスーフィー、マウラーナー・マリク・イブラーヒームとその後継者のワリ・サンガと呼ばれる一族はチャンパ王国やマジャパヒト王国など東南アジアのイスラム化に大きな役割を果たした。
17世紀にはナクシュバンディー教団の影響が広がり、馬来遅のフフィー教団（老教）や、18世紀には馬明心のジャフリーヤ教団（新教）が設立され、回民蜂起を起こすなど、清朝末期の新疆の回族と東トルキスタンのドンガン人の歴史に大きな影響を与えた。
18世紀の西サハラではクンタ家のカーディリー教団が組織された。
19世紀にはコーカサス戦争を主導したミュリディズムが組織された。

## 教団
今でも多くの教団（タリーカ）が活動しており、ジャラール・ウッディーン・ルーミーが創始したメヴレヴィー教団などがこのスーフィズムを信仰している。しかしトルコ政府はメヴレヴィー教団の活動を禁止している。開祖の教えに戻れと主張するイスラーム原理主義の勢いで、異端的な要素（ギリシャ哲学やヒンドゥー教等）の有るスーフィズムは目立たない活動を強いられたり、抑圧されたりしている地域もある。2018年2月19日、イランの首都テヘラン北部でスーフィズムの信徒が弾圧に抗議するデモを行って治安部隊と衝突し、治安部隊側の5人が死亡。デモ隊にも多数の負傷者や逮捕者が出た。
一方で、近代市民社会を作り上げるための寛容でリベラルなイスラーム思想の源流として注目されてもいる。
各地域の教団として以下のものがある。
- 中央アジアのブハラや東トルキスタンを中心にナクシュバンディー教団が活躍してきた。
- マイズバンダル教団（バングラデシュ）
- ベクタシュ教団（トルコ、アルバニア）
- メヴレヴィー教団（トルコ）
- リファーイー教団（イラク）
- イドリース教団（モロッコ、北アフリカ、イエメン）
- サヌーシー教団（リビア）

その他、軍閥がある。
- アル・スンナ・ワル・ジャマー（ソマリア）

## 教理
スーフィズムは主にアッラーフの愛によって、神と自己という二元論的な状態を超え、真のタウヒードを実現するために、神との完全な合一を果たすことを根本教義とする。そして、精神がそのような状態をに到るように、師匠の指導によって魂を完成させることを目指す。
ナクシュバンディー教団の修行書『内観の法学』に拠ると、魂の状態には七つの段階があるとされる。
第一段階
修行を行っていない欲望に惑わされている一般の人間の魂
第二段階
修行を始めたてに人間の魂。修行を開始し、魂には光が宿っているが、未だに過ちを犯す。
第三段階
神秘的導き（イルハーム）が心に現れる状態。あらゆる苦境を耐えて神からの恵みに感謝する。
第四段階
心から雑念が取り除かれた状態。心は常に祈りによって神と繋がっている。
第五段階
神の御心を理科し、自らの運命を神に預け、良いことも悪いことも神の計画として受け入れ、今を生きようとする状態
第六段階
我欲が完全に消失し、神の手足となって、他者に尽くす。
第七段階
真理に到達した完全な魂の状態。「完全人間（インサーン・カーミル）」「神の御名の写し」と呼称される。
スーフィズムでは禁欲的で厳しい修行を行う。修行法は様々だが、もっとも重要な行はズィクルと呼ばれる祈祷句を読み上げる儀礼である。神に思念を集中し一心不乱に連祷することでファナー（消滅）と呼ばれる境地に至る。
また、諸派が構成する精神的共同体の内部での友愛的な絆の強さも、スーフィーの特徴のひとつと言われる。それらの精神的共同体のメンバーは一般的には男性のみであるが、歴史のなかでは女性がスーフィーの師となった例もあり、少数ながら女性の入団を認める派もある。

## 修行
スーフィーの諸派の間では、イスラームの多数派が戒律によって禁じる音楽や舞踏などを行法に用いることも一般的である。ファナーに入るために音楽や踊りも盛んに用いられた。たとえば、白い布状の服を身につけて一心不乱に回る、回旋舞踊(セマー)と呼ばれるものを行い、神との一体化を求めた。スーフィーは導師の指導の下、決められた修行（マカーマート）を段階的にこなし、準備を進める。最終段階では、雑念を捨て去り一心に神の事をのみ考え、神と合一したという悟りが訪れるのを待つ。この境地に至った者は、時として聖者に認められ、崇拝の対象となった。
直接的な体験を重視する傾向ゆえに、師もしくは長老（シャイフ）との直接的な関係を基軸とした共同体や同胞団としての形態をとることが多い。それらの共同体のなかで修行に打ち込んだり、あるいは教えを説いて各地を遍歴したりする者たちは、ダルヴィーシュとも呼ばれる。

## 音楽
スーフィズムに影響を受けた宗教歌謡としてパキスタンのカッワーリーがあり、著名な演奏者としてヌスラト・ファテー・アリー・ハーンがいる。

## トルコにおけるスーフィー
19世紀においてスーフィズムの一大中心地となったトルコでは、20世紀初頭、ケマル・アタチュルクらが欧化政策を推進するなか、トルコ帽とヴェールの着用を法律で禁止するなどという施策とともに、ダルヴィーシュ（スーフィー）であることは違法とされ、スーフィーの教団は強制的に解散させられた。
昨今でもトルコでのこの事情は変わっておらず、スーフィーの代表的な行法として知られるズィクル（独特の呼吸と留意をもっての読誦）の声が外部に漏れるとそれは警察への密告を招くことがあり、やはり代表的な行法であるメヴレヴィー教団の「セマー（旋回舞踏）」は観光客向けのショーという名目でのみ許されている。白いスカート状の服を穿き、音楽に併せてくるくるくるくると回り続けることで神に近づくという儀礼で、1時間以上回り続ける。
その一方で、ダルヴィーシュという言葉は、大きな斧や托鉢用の鉄なべを腰にぶらさげて各地を遍歴し、友愛の絆をもって結ばれた、精神的ながらも屈強で勇敢な男たちというイメージをもって受け止められることが多く、「ダルヴィーシュの冒険」などという題名の絵本やアニメがそれを物語っている。

## 他のイスラームとの関係
国家的または社会的に認められたイスラームとの関係の持ち方やその教義の扱い方は各派各様であるが、イスラームの多数派からもサラフィー主義者からも異端視されがちである。
トルコ以外のイスラーム圏の国でもスーフィーを異端とみなすイスラーム主義の台頭によりスーフィーの表立った活動は困難になっているようである。その一方で、西洋においてスーフィーの団体が活動する例も見られる。

## 諸派
- メヴレヴィー教団
- リファーイー教団
- ベクタシュ教団
- マイズバンダル教団 - バングラデシュを地盤とする。
- チシュティー教団
- フフィー教団
- ナクシュバンディー教団

## イスラーム聖者廟

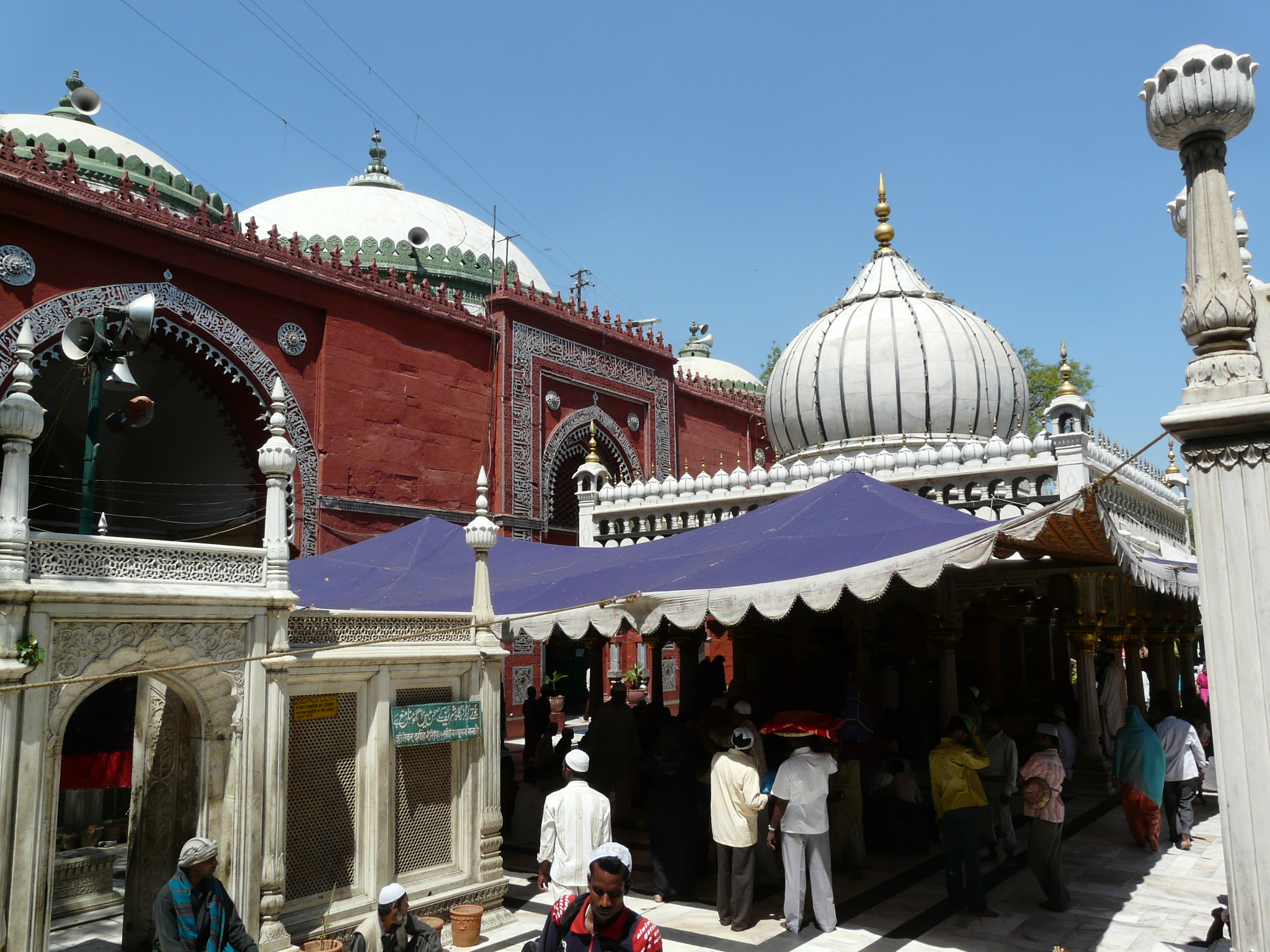
ニザームッディーン・アウリヤーの廟

- en:Bayazid Bastamiの廟（en:Shrine of Bayazid Bostami）はバングラデシュのチッタゴンにある。
- en:Lal Shahbaz Qalandarの廟はパキスタンのシンド州en:Sehwan Sharifにある。
- ムイーヌッディーン・チシュティーの廟はインドのアジュメールにある。
- ニザームッディーン・アウリヤーの廟はインドのデリーにある（ニザームッディーン廟）。
- en:Shah Jalalの廟はバングラデシュのシレットにある。

## 関連文献
- ガザーリー 『誤りから救うもの』 中村廣治郎訳、ちくま学芸文庫、2003年。